# 글렌 존슨 (축구 선수)
글렌 매클라우드 쿠퍼 존슨(영어: Glen McLeod Cooper Johnson, 1984년 8월 23일 그리니치 ~ )은 잉글랜드의 전 축구 선수이다. 포지션은 오른쪽 라이트 백이다.